# Вензель

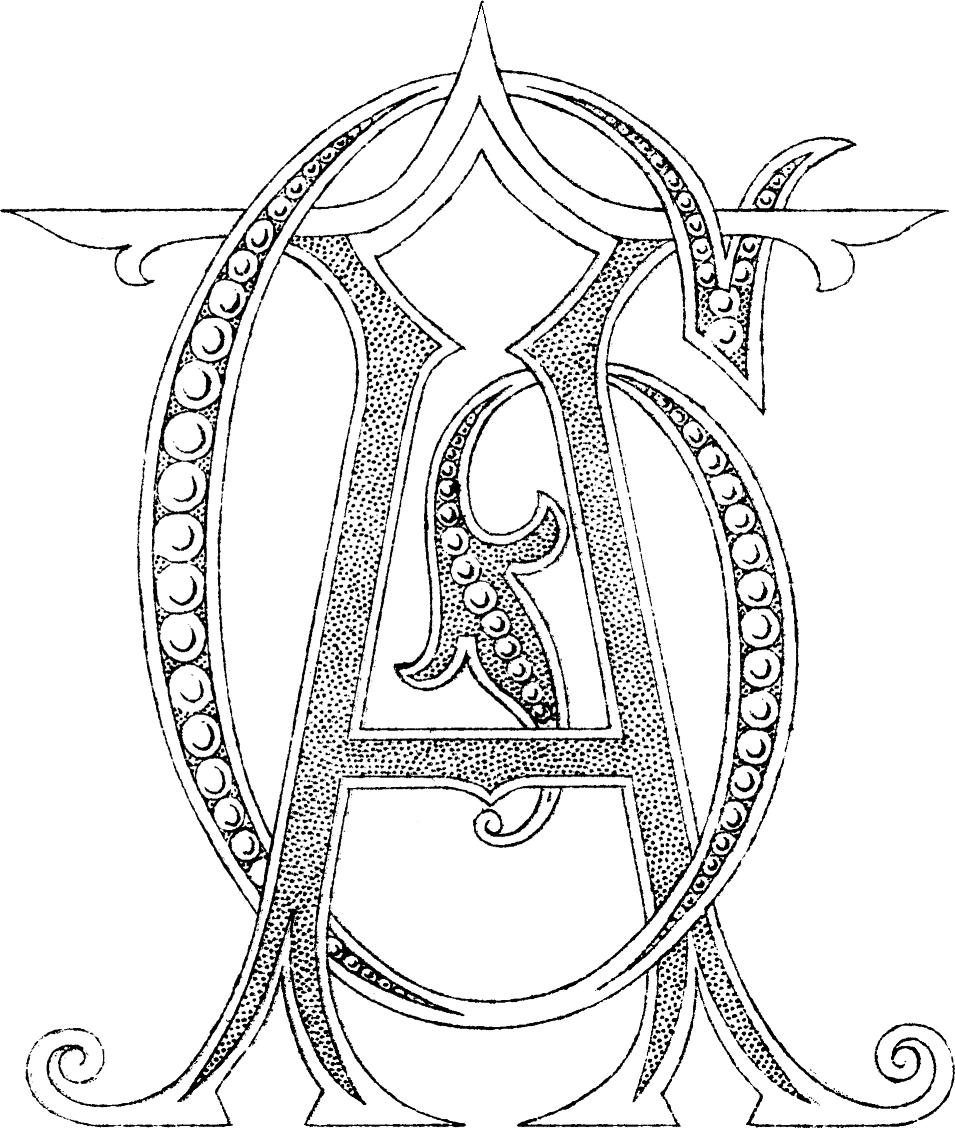
Вензель літер AG-GA

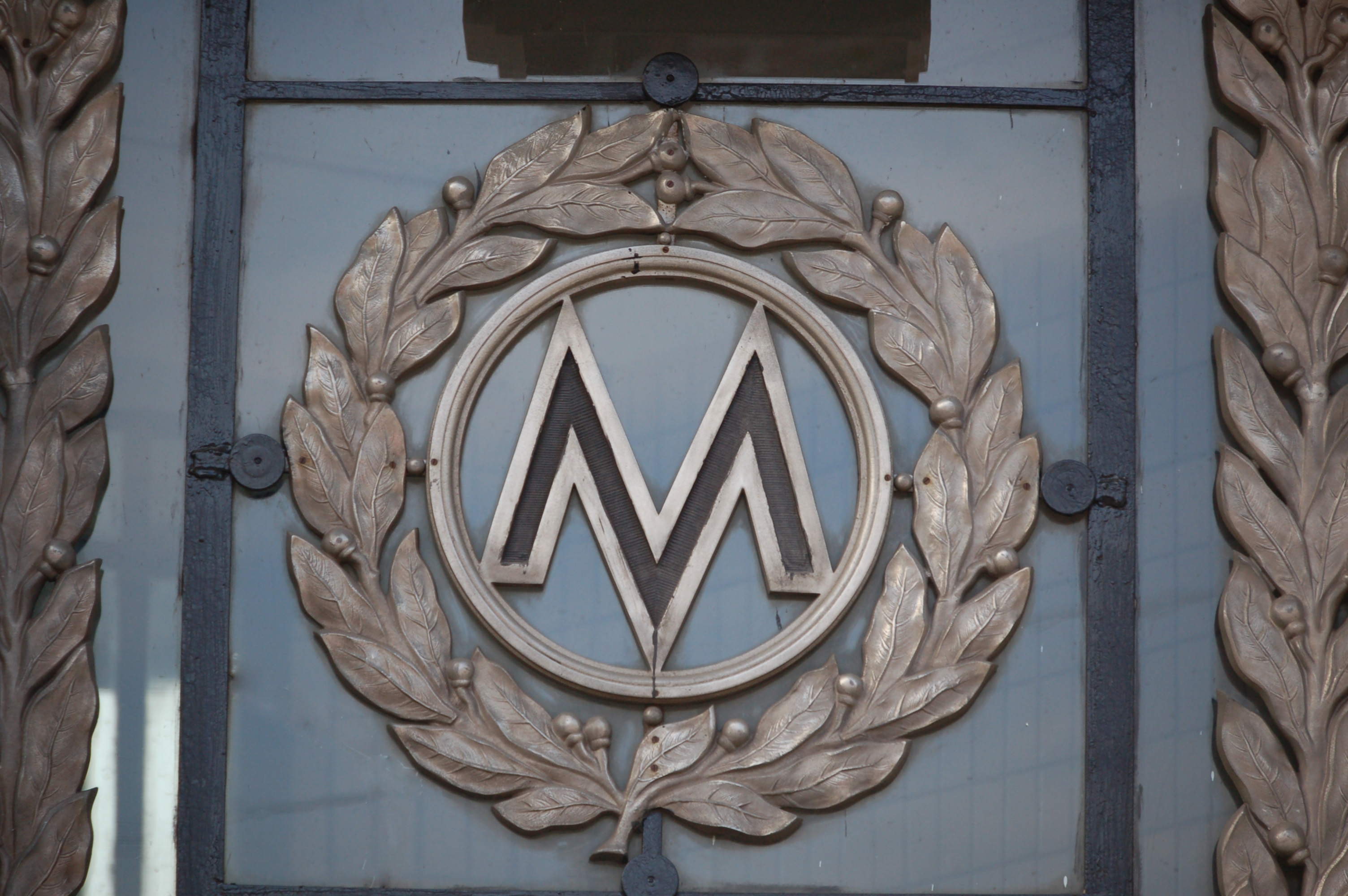
Вензель літери М на станції Університет в Києві

Ве́нзель (від пол. węzeɫ — «вузол») — пов'язані між собою або перевиті в малюнок початкові літери власних імен. Відрізнюється від монограми ускладненим переплетенням ініціалів, додаванням до них різних прикрас, візерунків і примхливістю рисунка. Якщо літери належать одній особі, то вензель вважається простим, якщо кільком — то складним. Він може бути прикрашений короною, вінком тощо.